# Orglice (slap)
Slap Orglice je približno 40 m visok slap v stranski dolini hudournika Kamniška Bela, levega pritoka Kamniške Bistrice. Zaradi enostavnega dostopa do tolmunov pod skalovjem slapu je priljubljena družinska izletniška točka.
Lokacija slapu Arhivirano 2017-07-29 na Wayback Machine. na Geopedii.

## Razlaga imena slapu
Slap je najpogosteje imenovan z dvema imenoma:
- Orglice; pozimi, ko zmrzne, naj bi dobil obliko orglic;
- Orličje; to ime naj bi dobil po orlih, ki gnezdijo v dolini Kamniške Bele.

## Dostop
Spodnji del pod slapom je lahko dostopen po položni, nezahtevni poti, ki sprva sledi hudourniški strugi, kasneje pa poteka po gozdu. Pešpot se začne ob kamnitem mostu na cesti do doma v Kamniški bistrici, približno 2 km naprej od spodnje postaje nihalke na Veliko planino. Od vznožja skalovja pod slapom do samega slapu oz. tolmuna pod njim pa poteka nekaj deset metrov dolga nezavarovana, mestoma nevarna (zaradi zdrsa po mokrih skalah) pot.

## Zanimivosti v okolici
V bližini poti lahko obiščemo ostanke partizanske bolnišnice Bela. Dolina Kamniške Bele je izhodišče za Presedljaj, Konja in Korošico.